# 李抒瑾
李抒瑾（1993年1月14日—），浙江宁波人，中国女子水球运动员，亦為中國國家女子水球隊成員。

## 簡歷
李抒瑾小学就讀於镇明中心小学，在小学二年级開始学游泳，不久就被教练推荐到宁波市游泳俱乐部参加专业训练。可能她是游得比较好的学生，再加上身材比较高大，很快就被浙江省少体校的老师看上。2002年11月，9岁的李抒瑾被送往浙江省体校，几年后进入浙江省体工队，在浙江省青少年组的游泳比赛拿过不少金牌。
2008年，李抒瑾初中毕业，当时她的游泳成绩有所下滑，正好体校教练李孟忠得到消息，说成都体院水球队正要招人，於是她考入成都体院水球专业，2009年开始到国家队集训。
2014年9月，李抒瑾代表中國出戰韓國仁川舉行的亞運會水球比賽項目，協助球隊成功衛冕金牌。